# Chimie fizică
Chimia fizică reprezintă o ramură a chimiei care se ocupă cu studierea fenomenelor macroscopice, atomice, subatomice și particulare în sistemele chimice, în ceea ce privește legile fizice. Chimie fizică adesea folosește concepte din fizică precum mișcarea, energie, forță, timp, termodinamică, chimie cuantică, mecanică statistică, și dinamică. O denumire echivalentă este fizică chimică.
Chimia fizică este o știință macroscopică sau supramoleculară, deoarece majoritatea conceptelor pe care aceasta se bazează se preocupă mai mult cu studierea structurilor per ansamble, decât la nivel individual, precum echilibrele chimice, coloizii, etc.
Domeniul de  studiu al chimiei fizice include:
- efectele  forțelor intermoleculare asupra proprietăților fizice ale materialelor (plasticitatea, tensiune superficială a lichidelor, etc);
- cinetica chimică și viteza de reacție;
- natura ionilor și conductibilitatea electrică a materialelor;
- chimia suprafețelor și electrochimiea membranelor celulare.
- reacțiile celulelor electrochimice

Termenul de chimie fizică a fost propus de Mihail Lomonosov în 1752 atunci când acesta a prezentat un curs numit Introducere în chimia fizică adevărată studenților de la Universitatea din St Petersburg. Alte nume sonore care au contribuit la acest domeniu sunt Josiah Willard Gibbs, Hermann von Helmholtz.

## Chimia fizică în România
Dintre specialiștii români cu activitate (didactică) în acest domeniu se pot enumera: Ilie G. Murgulescu, Petru Bogdan, Eugen Angelescu, etc.

## Ramuri ale chimiei fizice
- Termochimie;
- Cinetică chimică;
- Chimie cuantică;
- Electrochimie;
- Fotochimie;
- Chimia suprafețelor;
- Chimia solidelor;
- Spectroscopie;
- Chimie biofizică;
- Știința materialelor;
- Chimie organică fizică;
- Micromeritică.

## Periodice
- Journal of Chemical Physics